# Цыгановка (Дивеевский район)
Цыга́новка — сельский посёлок в Дивеевском районе Нижегородской области. Входит в состав Сатисского сельсовета.
Расположен в 12 км к югу от села Дивеево на правом берегу реки Вичкинзы, в полукилометре от русла. Непосредственно в черте посёлка расположена шоссейная развязка Дивеево — Саров — Сатис. Соединён асфальтовой дорогой с посёлком Новостройка (2 км).

## История
Земли посёлка на рубеже XIX—XX веков принадлежали крупным землевладельцам Нейдгартам. Здесь располагалось имение с жилыми и хозяйственными постройками. Помещичий дом располагался у старой лесосеки Цыганская Порубь.
Со второй половины XIX и до начала XX веков вблизи поселка действовал рудник, где добывали сырьё для чугуноплавильного завода, стоявшего недалеко на — берегу Вичкинзы. Завод принадлежал балыковскому землевладельцу П. П. Менделеву. Глубина примитивных шахт (дудок), функционировавших на руднике составляла 4 — 12 сажен. Добыча составляла до 10 тысяч пудов в год. Рядом находились запасы бурого угля.
Перед Первой Мировой войной Нейдгарт продал земли нарышкинским переселенцам.
В 1918 году была образована коммуна. В 1920 году коммуна вошла в состав совхоза «Сатис». Первое время здесь располагалась контора совхоза, которая затем была переведена в посёлок Полевой, позднее — в Сатис.
С фронтов Великой Отечественной войны не вернулось три жителя Цыгановки.
В 1961 году в Цыгановку из Дивеева была переведена вспомогательная школа-интернат для детей с дефектами здоровья. Учителя проживали в Дивееве, Сатис, а также в самой Цыгановке. В 1988 году школа была передислоцирована обратно в Дивеево.
К 1992 году в посёлке насчитывалось 33 хозяйства и 73 жителя, из которых 26 — трудоспособных. 8 домов заселялись сезонно. Имелись водопровод и баллонный газ.
На 1 января 1995 года в посёлке имелось 29 домов и 60 жителей.

## Современность
В настоящее время посёлок является перспективным. Это обусловлено прежде всего его транспортным положением, близостью к Сарову, Дивееву, а также святым источникам Серафима Саровского.
В ноябре 1995 года при посёлке учреждён базар с двумя торговыми днями — субботой и воскресением, который, в настоящее время, является отделением Нижегородской областной ярмарки.
В посёлке расположены автомойка, крупный торговый центр и пункт общественного питания, имеется автозаправочная станция.

## Фотогалерея

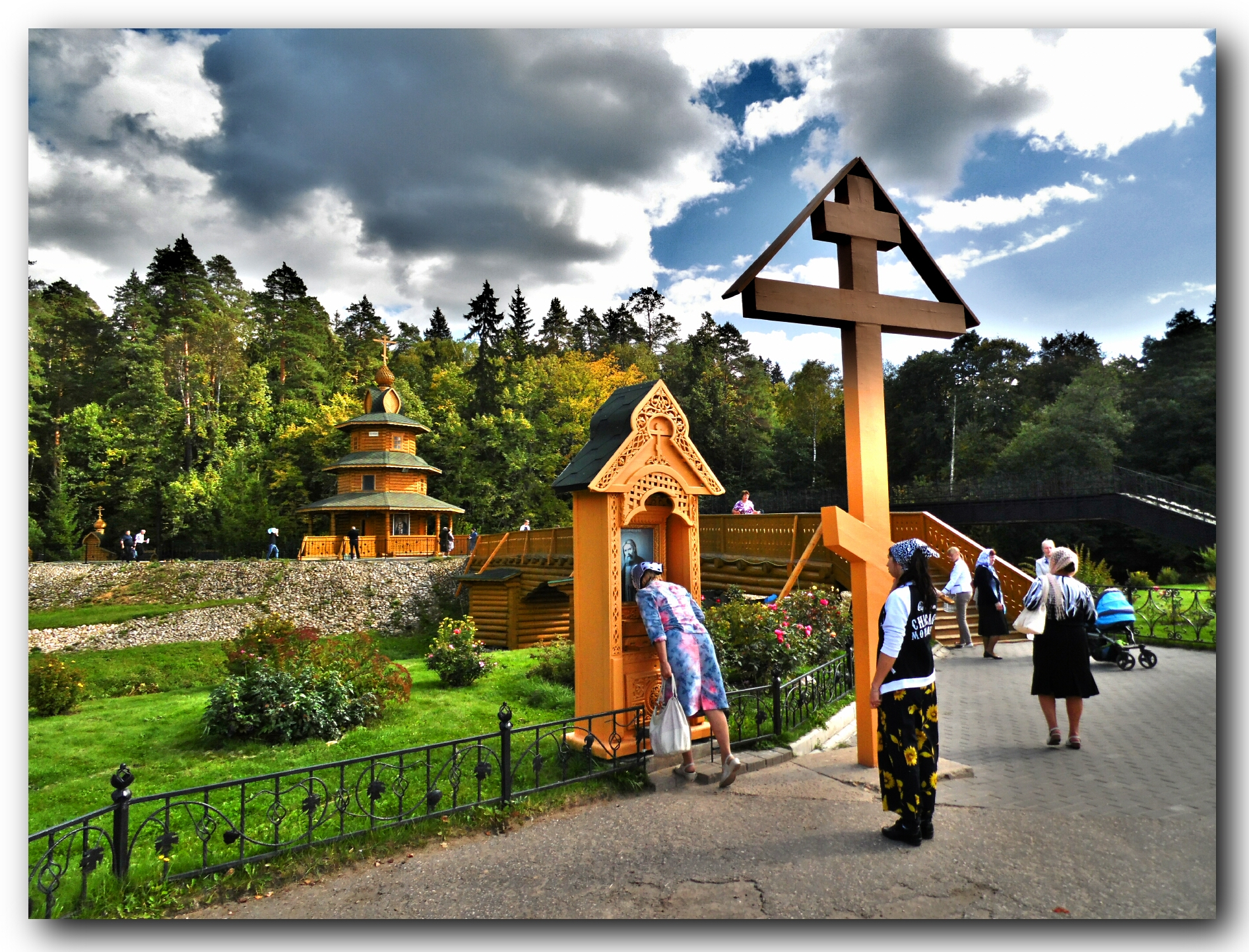
Часовня Серафима Саровского на источнике преподобного Серафима
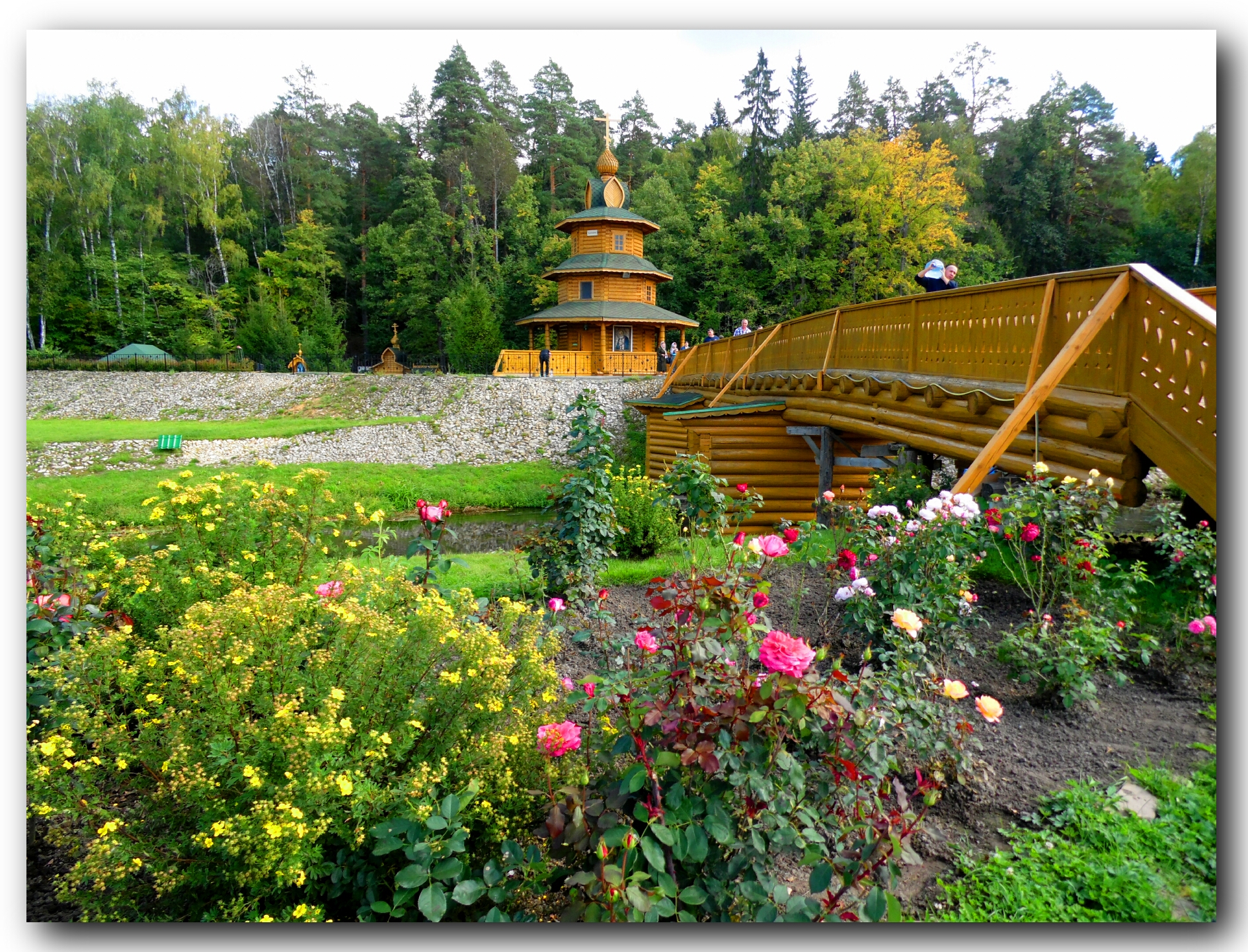
Часовня Серафима Саровского на источнике преподобного Серафима